# Sortie (corrida)
Pour les articles homonymes, voir Sortie.
Dans le monde de la tauromachie, la sortie désigne plusieurs actions du matador et du taureau. Ce mot n'a pas le même sens que « sortie » au sens habituel de « sortir ». On l'emploie dans plusieurs situations notamment, au moment où le torero se retire après l'exécution d'une suerte ou, s'agissant du taureau, lorsqu'il s'agit de le laisser aller, d'orienter ou de freiner sa charge

## Sortie du torero
Après avoir exécuté une série de passes de cape ou de muleta, le torero s'éloigne de l'animal. C'est une « sortie naturelle ». Il en va de même pour le banderillero : chaque fois qu'il a planté une paire de banderilles, il se retire.
Toutefois, le banderillero peut aussi avoir recours à une « fausse sortie », qui est une manœuvre particulière : l'homme se retire en frôlant le mufle de l'animal sans poser les banderilles.

## Sortie du taureau
En dehors de l'action qui consiste à sortir du toril en début de lidia, on emploie le mot « sortie » pour signifier que l'animal va au bout de sa charge,.

## Les expressions courantes
Différentes expressions sont utilisées au cours de la lidia :
- « Donner la sortie » avec le leurre signifie accompagner le taureau de façon qu'il puisse se libérer[2].
- Donner une « sortie naturelle » à l'animal, c'est orienter sa charge depuis les planches, où il a d'entrée sa querencia (territoire privilégié d'entrée par le taureau[3]), vers le centre du ruedo. On donne une sortie naturelle notamment au moment de l'estocade.
- La « sortie contraire » est l'inverse de la sortie naturelle : elle oriente le taureau du centre vers les planches.
- Au cours du tercio de piques, si le picador empêche le taureau d'aller vers le centre en pratiquant la carioca, on dit qu'il « ferme la sortie ».
- Si le taureau s'échappe rapidement du cheval et ne pousse pas correctement contre le peto, on dit qu'il a fait une « sortie seul », ce qui démontre un manque de combativité[2].